# Михайлов день
Миха́йлов день — день народного календаря славян, православные славяне отмечают 8 (21) ноября, тогда как славяне-католики празднуют Михайлов день 29 сентября. Название дня происходит от имени Архангела Михаила.
«Михайлов день — весёлый и сытный праздник, поскольку хлеба пока много, выручены деньги за коноплю и овёс, да и работы основные закончены». Во многих славянских традициях день связывался с началом зимы.

## Другие названия
рус. Михаил, День Михаила-архангела, Архистратиг Михаил, Михаил Грязник, Михайловские оттепели, Михайловские грязи; бел. Міхайла, Міхаіл, Міхайла Архайла, Міхайла Рахайла, Міхайлаў дзень, Міхаіл Страхадзёр; укр. Міхайло; болг. Архангеловден, Арангеловден, Рангеловден, Св. Рангел, Събор на св. архангел Михаил; макед. Събор на св. архангел Михаил, Свети Рангила; серб. Аранђеловдан.

## Обычаи
У народов, исповедующих православие, с этим днём не связано никаких особых обычаев, хотя к нему приурочены общественные и семейные праздники, связанные с культом предков и рода. В Полесье отмечали Михайлов день «от грома»: не рубили топором, не резали ножом, не ткали, чтобы Михаил не обиделся. В Белоруссии архангела почитали как управителя природных стихий: грома и ветров. Соблюдали запреты на работу, поскольку считали Михаила злым (он «крыши рвёт»), а в Слуцком районе в этот день ожидали шквального ветра, который срывает стрехи. Основную направленность этого праздника у южных славян определило поверье, согласно которому св. Михаил был одним из шести братьев-юнаков, разделивших между собой небо, землю и весь мир. Михаилу выпало управлять мёртвыми душами. Поэтому день его памяти праздновали «для лёгкой смерти» (болг. заради умирачката). В Сербии перед его иконой оставляли дары, чтобы избежать болезней и тяжёлой смерти. Считалось, что если св. Михаил встанет у изголовья умирающего, то тот выздоровеет, если у ног — умрёт (серб., болг.). Однако если святой стоит у изголовья, но в правой руке у него меч, а в левой — яблоко, смерть неизбежна (серб.).
В этот день, по народному обычаю, ублажают дворового. Он считается младшим братом домового, но его стараются задобрить, чтобы он остался жить во дворе и не прислал вместо себя лихого. Для этого после произнесения специального заговора во дворе проводится дёгтем полоса, за которую дворового просят не выходить. Ставят ему ужин в хлеву. Кроме того, по обычаю, между Кузьминками и Михайловым днём справляли «куриные именины». Для того чтобы ублажить лихого, домового и дворового сразу, выбирали самого старого и худого петуха и ржавым тупым топором отсекали ему голову, принося в жертву «мелким бесам».
В иных местах просили домового за скотиной присматривать и оставляли ему ужин в хлеву.
В Полесье с этим днём связан один из календарных поминальных праздников — Михайловские деды (четверг, пятница, суббота перед Михайловым днём), для которых готовили кутью, канун, борщ, кисель и другие кушанья.
В Свислочском районе Гродненской области Белоруссии считали, что на «Михайла Архайла» медведи идут в спячку.
Кое-где с этого дня начиналась куделица — время, когда женщины, девушки, девочки готовили кудель — очищенное от костры волокно льна или конопли, приготовленное для прядения.

## Поговорки и приметы
- С Михайлова дня зима стоит, земля мёрзнет[16].
- Со дня Михаила Архангела зима морозы куёт[4].
- С Архистратига Михаила скот загоняют на зимний корм[2].
- Если Михайло в снегу, то и Пасха в снегу, а нет — то и нет (бел. Калі Міхайла ў снягу, то і Пасха ў снягу, а як не — дык і не)[17].
- Не мудрено, что пиво сварено, а мудрено, что не выпито[2].
- Михайло — всем святкам запихайло (бел. Міхайло — усім святком запіхайло)[8].